# Vienna Vikings 2019
Questa voce raccoglie le informazioni riguardanti i Vienna Vikings nelle competizioni ufficiali della stagione 2019.

## Maschile

### Prima squadra

#### Roster
| Roster dei Vienna Vikings (2019) |
| --- |
| Quarterback - 8 Austin David Herink - 15 Rudi-Lee Frey Running Back - 5 Marko Gagic - 20 Islaam Amadu - 26 Julian-David Moreno Saavedra - 39 Roman Simmel Wide Receiver - 3 Adrian Cristian Pop - 4 Bernhard Seikovits WR/K - 6 Maurice Wappl - 10 Christoph Engleder - 11 Flaviu Andrisan - 12 Marian Deininger - 13 Marcel Helnwein - 14 Yannick Mayr - 17 Philipp Dubravec - 18 Sebastian Raber - 44 Marcel Möslinger Tight End - 65 Nicolas Galanos Offensive Linemen - 50 Maximilian Müllner - 54 Benjamin Domanig - 55 Araz Khaffaf Sharifzamin - 57 Michael Hinterwirth-Haider - 58 Georg Marx - 63 Karim Abdel Rehem - 66 Lukas Seybold - 67 Christopher Beinhart - 75 Lukas Denich Defensive Linemen - 1 Leon Balogh - 7 Leonel Misangumukini - 52 Oskar Kranich - 53 Florian Grünsteidl - 84 Herbert Rippl - 90 Alexander Taheri - 91 Nikolaus Plenert - 93 Marc Klinkermann - 95 Christoph Mayer - 96 Marvin Wappl - 97 Ahmet Alagic - 98 Danilo Zec - 99 Nasar Shpak Linebacker - 19 Ante Drazetic - 29 Bernhard Ebner - 35 Daniel Kromer - 40 Lucky Ogbevoen - 42 Moriz Elmauthaler - 45 Ugochukwu Uwakwe - 47 Philipp Wimmer - 49 Alexander Watholowitsch Defensive Back - 9 Christoph Gombkötö - 16 Maximilian Zangl - 21 Dustin Rivas - 22 Christoph Kellner - 23 Benjamin Straight DB/K - 24 Andrew Spencer - 25 Lars Sibral - 30 Luca Hofstadler - 31 Stefan Amstler - 32 Luis Horvath - 37 Sebastian Wimmer Special Team - 2 Amadeus Kappel K Coaching staff Chris Calaycay (HC/DC) · Maximilian Kössler (OL) · Alexander Hertel (OAC) · Philipp Jobstmann (OAC) · Waleri Teplyi (OAC) · Daniel Auböck (ADC) · Benjamin Sobotka (ADC) |

#### Austrian Football League 2019

##### Stagione regolare
| Vienna 24 marzo 2019, ore 16:15 | Vienna Vikings | 28 – 7 (7-0 14-0 0-0 7-7) referto | Prague Black Panthers | Hohe Warte Stadion (1500 spett.) |

| Innsbruck 30 marzo 2019, ore 16:00 | Tirol Raiders | 48 – 28 (14-7 17-14 14-0 3-7) referto | Vienna Vikings | Tivoli-Neu Stadion (4500 spett.) |

| Vienna 7 aprile 2019, ore 15:00 | Vienna Vikings | 61 – 0 (14-0 13-0 7-0 27-0) referto | Amstetten Thunder | Hohe Warte Stadion (4000 spett.) |

| Graz 22 aprile 2019, ore 16:00 | Graz Giants | 36 – 14 (16-6 10-8 3-0 7-0) referto | Vienna Vikings | Stadion Eggenberg (1200 spett.) |

| Vienna 5 maggio 2019, ore 15:00 | Vienna Vikings | 10 – 3 (0-0 10-0 0-3 0-0) referto | Danube Dragons | Hohe Warte Stadion (1000 spett.) |

| Praga 19 maggio 2019, ore 15:00 | Prague Black Panthers | 3 – 28 (0-0 0-14 0-14 3-0) referto | Vienna Vikings | Stadion SK Prosek (416 spett.) |

| Mödling 25 maggio 2019, ore 15:00 | AFC Rangers Mödling | 28 – 55 (7-13 0-21 7-14 7-7) referto | Vienna Vikings | Stadion Mödling (1500 spett.) |

| Vienna 1º giugno 2019, ore 16:00 | Vienna Vikings | 13 – 34 (0-13 13-0 0-7 0-14) referto | Tirol Raiders | Hohe Warte Stadion (2000 spett.) |

| Vienna 15 giugno 2019, ore 15:00 | Danube Dragons | 21 – 27 (7-13 0-0 0-7 14-7) referto | Vienna Vikings | Sportplatz Donaufeld (3000 spett.) |

| Vienna 23 giugno 2019, ore 15:00 | Vienna Vikings | 66 – 37 (21-17 24-7 14-0 7-13) referto | Traun Steelsharks | Hohe Warte Stadion (1000 spett.) |

##### Playoff
| Vienna 14 luglio 2019, ore 16:00 | Vienna Vikings | 28 – 21 (7-13 7-8 6-0 8-0) referto | Prague Black Panthers | Footballzentrum Ravelinstraße (1500 spett.) |

| Sankt Pölten 27 luglio 2019, ore 19:00 | Tirol Raiders | 42 – 34 (0-7 21-21 14-0 7-6) referto | Vienna Vikings | NV Arena (5000 spett.) |

#### European Club Team Competition

##### Stagione regolare
| Vienna 14 aprile 2019, ore 15:00 | Vienna Vikings | 60 – 0 (33-0 14-0 7-0 6-0) referto | Triangle Razorbacks | Hohe Warte Stadion (1239 spett.) |

| Badalona 27 aprile 2019, ore 17:00 | Badalona Dracs | 8 – 38 (0-10 0-14 0-14 8-0) referto | Vienna Vikings | Camp Municipal de Pomar |

##### ECTC Playoff
| 9 giugno 2019 | Vienna Vikings | 35 – 0 (a tavolino) | Helsinki Roosters |  |

##### ECTC Championship Game
| Innsbruck 29 giugno 2019, ore 19:00 | Vienna Vikings | 10 – 35 (0-14 3-14 0-7 7-0) referto | Tirol Raiders | Tivoli-Neu Stadion (5000 spett.) |

#### Statistiche di squadra
| Competizione           | %Vittorie | In casa | In casa | In casa | In casa | In casa | In casa | In trasferta | In trasferta | In trasferta | In trasferta | In trasferta | In trasferta | Totale | Totale | Totale | Totale | Totale | Totale |
| Competizione           | %Vittorie | G       | V       | N       | P       | Pf      | Ps      | G            | V            | N            | P            | Pf           | Ps           | G      | V      | N      | P      | Pf     | Ps     |
| ---------------------- | --------- | ------- | ------- | ------- | ------- | ------- | ------- | ------------ | ------------ | ------------ | ------------ | ------------ | ------------ | ------ | ------ | ------ | ------ | ------ | ------ |
| Campionato             | .700      | 5       | 4       | 0       | 1       | 178     | 81      | 5            | 3            | 0            | 2            | 152          | 136          | 10     | 7      | 0      | 3      | 330    | 217    |
| Playoff                | .500      | 1       | 1       | 0       | 0       | 28      | 21      | 1            | 0            | 0            | 1            | 34           | 42           | 2      | 1      | 0      | 1      | 62     | 63     |
| ECTC Playoff           | 1.000     | 2       | 2       | 0       | 0       | 95      | 0       | 1            | 1            | 0            | 0            | 38           | 8            | 3      | 3      | 0      | 0      | 133    | 8      |
| ECTC Championship Game | .000      | 0       | 0       | 0       | 0       | 0       | 0       | 1            | 0            | 0            | 1            | 10           | 35           | 1      | 0      | 0      | 1      | 10     | 35     |
| Totale                 | .688      | 8       | 7       | 0       | 1       | 301     | 102     | 8            | 4            | 0            | 4            | 234          | 221          | 16     | 11     | 0      | 5      | 535    | 323    |

#### Statistiche personali

##### Marcatori
| Giocatore       | Ruolo | TD rush  | TD recv | TD int  | TD p.ret | TD k.ret | TD oth  | Xp1      | Xp2     | FG      | Saf     | Totale |
| --------------- | ----- | -------- | ------- | ------- | -------- | -------- | ------- | -------- | ------- | ------- | ------- | ------ |
| Spencer         |       | 10+1+0+0 | 1+0+0+1 | 0+0+0+0 | 1+0+0+0  | 0+0+0+0  | 0+0+0+0 | 0+0+0+0  | 0+0+0+0 | 0+0+0+0 | 0+0+0+0 | 84     |
| Mayr            |       | 3+0+0    | 4+3+2   | 0+0+0   | 0+0+0    | 0+0+0    | 0+0+0   | 0+0+0    | 0+1+0   | 0+0+0   | 0+0+0   | 74     |
| Wappl           |       | 0+0+0    | 2+2+1   | 0+0+0   | 0+0+0    | 0+0+0    | 0+0+0   | 14+0+10  | 0+0+0   | 1+0+1   | 0+0+0   | 60     |
| Seikovits       |       | 0        | 8       | 0       | 0        | 0        | 0       | 0        | 1       | 0       | 0       | 50     |
| Amadu           |       | 3+0+5    | 0+0+1   | 0+0+0   | 0+0+0    | 0+0+0    | 0+0+0   | 0+0+0    | 0+0+0   | 0+0+0   | 0+0+0   | 54     |
| Herink          |       | 4+1+2    | 0+0+0   | 0+0+0   | 0+0+0    | 0+0+0    | 0+0+0   | 0+0+0    | 0+0+0   | 0+0+0   | 0+0+0   | 42     |
| Dubravec        |       | 0+0+0    | 4+0+1   | 0+0+0   | 0+0+0    | 0+0+0    | 0+0+0   | 0+0+0    | 0+0+0   | 0+0+0   | 0+0+0   | 30     |
| Kappel          |       | 0+0+0+0  | 0+0+0+0 | 0+0+0+0 | 0+0+0+0  | 0+0+0+0  | 0+0+0+0 | 17+6+0+1 | 0+0+0+0 | 1+0+0+1 | 0+0+0+0 | 30     |
| Gagic           |       | 3        | 0       | 0       | 0        | 0        | 0       | 0        | 0       | 0       | 0       | 18     |
| Balogh          |       | 0        | 1       | 0       | 0        | 0        | 0       | 0        | 0       | 0       | 0       | 6      |
| Engleder        |       | 0+0+0    | 0+0+1   | 0+0+0   | 0+0+0    | 0+0+0    | 0+0+0   | 0+0+0    | 0+0+0   | 0+0+0   | 0+0+0   | 6      |
| Gombkötö        |       | 0        | 0       | 1       | 0        | 0        | 0       | 0        | 0       | 0       | 0       | 6      |
| Horvath         |       | 0        | 0       | 0       | 1        | 0        | 0       | 0        | 0       | 0       | 0       | 6      |
| Moreno Saavedra |       | 0+0+1    | 0+0+0   | 0+0+0   | 0+0+0    | 0+0+0    | 0+0+0   | 0+0+0    | 0+0+0   | 0+0+0   | 0+0+0   | 6      |
| Ogbevoen        |       | 0        | 0       | 1       | 0        | 0        | 0       | 0        | 0       | 0       | 0       | 6      |
| Raber           |       | 0        | 1       | 0       | 0        | 0        | 0       | 0        | 0       | 0       | 0       | 6      |
| Simmel          |       | 0        | 1       | 0       | 0        | 0        | 0       | 0        | 0       | 0       | 0       | 6      |
| Müllner         |       | 0+0+0    | 0+0+0   | 0+0+0   | 0+0+0    | 0+0+0    | 0+0+0   | 4+0+1    | 0+0+0   | 0+0+0   | 0+0+0   | 5      |
| Straight        |       | 0        | 0       | 0       | 0        | 0        | 0       | 5        | 0       | 0       | 0       | 5      |

##### Passer rating
Mancano i dati dell'incontro Badalona Dracs-Vienna Vikings di ECTC.
| Giocatore | G        | Att          | Comp         | Int     | Yds              | TD       | NFL    | NCAA   |
| --------- | -------- | ------------ | ------------ | ------- | ---------------- | -------- | ------ | ------ |
| Herink    | 10+2+1+1 | 280+60+12+26 | 173+41+11+16 | 5+2+0+0 | 2339+466+201+127 | 21+6+3+1 | 109,37 | 156,74 |
| Mayr      | 4+0+1    | 12+0+9       | 9+0+5        | 0+0+0   | 99+0+26          | 0+0+1    | 98,31  | 132,38 |
| Spencer   | 0+1      | 0+1          | 0+1          | 0+0     | 0-11             | 0+0      | 79,17  | 7,60   |
| Frey      | 0+0+1    | 0+0+1        | 0+0+0        | 0+0+0   | 0+0+0            | 0+0+0    | 39,58  | 0,00   |

### Seconda squadra

#### Roster
| Roster dei Vienna Vikings 2 (2019) |
| --- |
| Quarterback - 14 Florian Thoma - 15 Rudi-Lee Frey - 19 Arnold Bürgmayr-Posseth QB/WR/K Running Back - 17 Jakub Ovečka - 21 Max Frank - 23 Simon Bauer - 33 Kevin Wojta - Salih Kemal Baslar - Sascha Köllner - Ismail Rahimi Wide Receiver - 1 David Schaaf - 3 Viktor Dragov - 5 Elias Engelhart - 6 Mohamadulla Mohamadi - 10 Marcel Möslinger - 11 Flaviu Andrisan - 28 Dusko Radosavljevic - 34 Jakob Wöginger - 84 Manuel Zellhofer - 87 Tobias Sattler - 88 Keano Haeggblom - Nikola Jankovic - Adrian Cristian Pop Offensive Linemen - 50 Markus Saidi - 55 Lucas Chalupka - 60 Chris Korro - 63 Karim Abdel Rehem - 65 Manuel Molnar - 66 Michael Smetana - 67 Christopher Beinhart - 68 Christoph Mayer OL/DL - 75 Ali Alkalifawi - 90 Danilo Jose Sandino Muñoz Defensive Linemen - 48 Herbert Rippl - 58 Ahmet Alagic - 89 Jan Tupaq Rojas - 92 Markus Zilla - 95 Danilo Zec - 96 Marc Klinkermann - 98 Nasar Shpak - Jamal Pittner Linebacker - 31 Patrick Funder - 38 Kevin Behounek - 42 Clemens Neuwirth - 43 Istvan Koosz - 44 Florian Sobotka - 46 Leo Bowen Wang - 47 Bernhard Ebner - 49 Marcel Rapf - 94 Patrick Schlosser Defensive Back - 16 Philip Lanz - 22 Paco Roithmair - 24 Janis Schneeberger - 25 Lars Sibral - 27 Clemens Turecek - 29 Nikolaus Huszar - 30 Jakob Höbart - 32 Daniel Kromer - 35 Usman Paskušev Special Team , * Ali Hadji Momen - Maximilian Wunderlich nella squadra d'allenamento Coaching staff Thomas Ölsböck (HC/OC) · Dominik Artner (OAC) · Georg Schlossnickl (OAC) · Philipp Fronik (DC) · David Anders (ADC) · Bernhard Pauli (ADC) |

#### AFL - Division I 2019

##### Stagione regolare
| Vienna 23 marzo 2019, ore 18:00 | Vienna Knights | 35 – 0 (0-0 21-0 7-0 7-0) referto | Vienna Vikings 2 | Footballzentrum Ravelinstraße |

| Vienna 6 aprile 2019, ore 18:00 | Vienna Vikings 2 | 9 – 27 (0-7 3-0 0-20 6-0) referto | Bratislava Monarchs | Footballzentrum Ravelinstraße |

| Graz 20 aprile 2019, ore 14:00 | Styrian Bears | 35 – 10 (14-0 7-7 7-3 7-0) referto | Vienna Vikings 2 | Verbandsplatz Graz |

| Vienna 4 maggio 2019, ore 18:00 | Vienna Vikings 2 | 25 – 16 (6-3 14-7 3-0 2-6) referto | Sankt Pölten Invaders | Footballzentrum Ravelinstraße |

| Vienna 18 maggio 2019, ore 18:00 | Vienna Vikings 2 | 13 – 17 (7-0 0-0 6-7 0-10) referto | Styrian Bears | Footballzentrum Ravelinstraße |

| Sankt Pölten 1º giugno 2019, ore 16:00 | Sankt Pölten Invaders | 13 – 20 (0-0 7-7 6-6 0-7) referto | Vienna Vikings 2 | Egger Homefield |

| Vienna 22 giugno 2019, ore 18:00 | Vienna Vikings 2 | 12 – 14 (6-7 0-0 6-7 0-0) referto | Vienna Knights | Footballzentrum Ravelinstraße |

| Bratislava 30 giugno 2019, ore 14:00 | Bratislava Monarchs | 61 – 16 (28-0 23-0 7-8 3-8) referto | Vienna Vikings 2 | ŠCP Dúbravka |

#### Statistiche di squadra
| Competizione | %Vittorie | In casa | In casa | In casa | In casa | In casa | In casa | In trasferta | In trasferta | In trasferta | In trasferta | In trasferta | In trasferta | Totale | Totale | Totale | Totale | Totale | Totale |
| Competizione | %Vittorie | G       | V       | N       | P       | Pf      | Ps      | G            | V            | N            | P            | Pf           | Ps           | G      | V      | N      | P      | Pf     | Ps     |
| ------------ | --------- | ------- | ------- | ------- | ------- | ------- | ------- | ------------ | ------------ | ------------ | ------------ | ------------ | ------------ | ------ | ------ | ------ | ------ | ------ | ------ |
| Campionato   | .250      | 4       | 1       | 0       | 3       | 59      | 74      | 4            | 1            | 0            | 3            | 46           | 144          | 8      | 2      | 0      | 6      | 105    | 218    |
| Totale       | .250      | 4       | 1       | 0       | 3       | 59      | 74      | 4            | 1            | 0            | 3            | 46           | 144          | 8      | 2      | 0      | 6      | 105    | 218    |

### Terza squadra

#### Roster
| Roster dei Vikings Super Seniors (2019) |
| --- |
| Quarterback - 87 Michael Haydn QB/TE/WR Running Back - 28 Christian Prantl Wide Receiver - 8 Martin Moritz - 29 Thomas Motal - 31 Marco Schaffer - 46 Werner Topf - 80 Benjamin Kerschbaumer - 81 Philipp Goldberger - 89 Tristan Petrides WR/K/P - Volker Lainer Tight End - Rudolf Reinprecht Offensive Linemen - 64 Walter Vanicek - 66 Alexander Hochmeister - 69 Bernhard Zach - 77 Thomas Barger - Mario Fahlke - Roland Renz Defensive Linemen - 82 Peter Skala - 92 Thomas Wenk Linebacker - 22 Rostyslav Bortnyk - 30 Michael Lipana - 42 Thomas Tillich - 55 Bernard Desbalmes - 58 Florian Slatin Defensive Back - 5 Hannes Hochmann - 14 Bernard Bertl DB/LB - 17 Werner Klieber - 18 Gergely Toth - 34 Christopher Benge - 40 Rene Ziegler-Felbermayer DB/LB - 49 Gerald Schaaf Special Team , * 27 Roman Taborsky - 35 Philipp Taborsky - Marco Novak - Engelbert Sinn - Philip Stockerer - Martin Veselsky nella squadra d'allenamento Coaching staff Emmanuel Gatzakis (HC/OC) · Wolfgang Bernardiner (QB) · Florian Maier (RB) · Lucas Chalupka (OL) · Peter Prostrednik (DC) · Ugochukwu Uwakwe (LB) · Gernot Schaar (ST) |

#### AFL - Division IV 2019

##### Stagione regolare
| Vienna 6 aprile 2019, ore 15:00 | Vikings Super Seniors | 0 – 40 (0-20 0-0 0-6 0-14) referto | Air Force Hawks | Footballzentrum Ravelinstraße |

| Tillmitsch 14 aprile 2019, ore 14:00 | Styrian Reavers | 48 – 7 (0-7 21-0 21-0 6-0) referto | Vikings Super Seniors | Tillmitsch Sportplatz |

| Vienna 27 aprile 2019, ore 17:00 | Vikings Super Seniors | 6 – 40 (0-6 0-14 6-6 0-14) referto | Styrian Reavers | Footballzentrum Ravelinstraße |

| Ybbs an der Donau 26 maggio 2019, ore 15:00 | Mostviertel Bastards | 64 – 8 (26-0 12-8 14-0 12-0) referto | Vikings Super Seniors | Wüsterstrom Arena |

| Fischamend 29 giugno 2019, ore 15:00 | Carnuntum Legionaries | 51 – 13 (20-0 6-0 6-6 19-7) referto | Vikings Super Seniors | Arbeiter- Turn und Sportverein Fischamend |

| Weidling 6 luglio 2019, ore 16:00 | Vikings Super Seniors | 19 – 33 (13-7 0-7 0-7 6-12) referto | Klosterneuburg Broncos | Broncos Field |

#### Statistiche di squadra
| Competizione | %Vittorie | In casa | In casa | In casa | In casa | In casa | In casa | In trasferta | In trasferta | In trasferta | In trasferta | In trasferta | In trasferta | Totale | Totale | Totale | Totale | Totale | Totale |
| Competizione | %Vittorie | G       | V       | N       | P       | Pf      | Ps      | G            | V            | N            | P            | Pf           | Ps           | G      | V      | N      | P      | Pf     | Ps     |
| ------------ | --------- | ------- | ------- | ------- | ------- | ------- | ------- | ------------ | ------------ | ------------ | ------------ | ------------ | ------------ | ------ | ------ | ------ | ------ | ------ | ------ |
| Campionato   | .000      | 3       | 0       | 0       | 3       | 25      | 113     | 3            | 0            | 0            | 3            | 28           | 163          | 6      | 0      | 0      | 6      | 53     | 276    |
| Totale       | .000      | 3       | 0       | 0       | 3       | 25      | 113     | 3            | 0            | 0            | 3            | 28           | 163          | 6      | 0      | 0      | 6      | 53     | 276    |

## Femminile

### Roster
| Roster delle Vienna Vikings Ladies (2019) |
| --- |
| Quarterback - 7 Cornelia Pripfl QB/P - 73 Caroline Schmied Running Back - 5 Siri Knapp RB/LB - 8 Julia Lorenz RB/DB - 33 Sabine Rechbauer RB/LB Wide Receiver - 18 Antonia Loicht WR/DB - 39 Angelika Peters WR/DB - 47 Teresa Müllebner WR/DB - 81 Denise Scharaditsch WR/DB - 88 Selina Loibner WR/DB Offensive Linemen - 10 Eda Kiribrahim OL/DL - 55 Corinna Brenner OL/DL - 56 Karin Weinberger OL/DL - 58 Marie-Claire Kappacher OL/DL - 70 Patricia Pospisil OL/LB - 92 Marietta Hirschberg OL/DL - 99 Katrin Theil OL/DL Defensive Linemen - 22 Konstanze Marek - 54 Caroline Polzer Linebacker Defensive Back - 20 Julia Hable Special Team - Hayley George K , * 14 Kata Szücz - 16 Selina Holitzer - Kristina Egger - Teresa Fast - Ann-Sophie Gauster - Anna Grivas-Krumböck - Barbara Hölzl - Mihaela Ilic - Ruby Morrissette - Monique Prancz - Boglarka Szigeti - Susanne Unger nella squadra d'allenamento Coaching staff Cameron Frickey (HC/OC) · Michael Ölsböck (OAC/RB) · Lila Haag (DC/LB) · Dominik Gruner (DAC/DB) · Marcus Trimmel (OAC/DAC/OL/DL) |

### AFL - Division Ladies 2019

#### Stagione regolare
| 7 settembre 2019, ore 17:00 CEST | Telfs Patriots Ladies | 0 – 26 (0-0 0-12 0-8 0-6) referto | Vienna Vikings Ladies |  |

| 21 settembre 2019, ore 15:00 CEST | Vienna Vikings Ladies | 66 – 0 (28-0 14-0 8-0 16-0) referto | Danube Dragons Ladies |  |

| Schwaz 13 ottobre 2019, ore 11:00 CEST | Schwaz Hammers Ladies | 0 – 36 referto | Vienna Vikings Ladies | Silberstadt Arena |

| Vienna 19 ottobre 2019, ore 15:00 CEST | Vienna Vikings Ladies | 58 – 0 (14-0 28-0 8-0 8-0) referto | Salzburg Ducks Ladies | Footballzentrum Ravelinstraße |

| Budapest 26 ottobre 2019, ore 14:00 CEST | Budapest Wolves Ladies | 0 – 62 referto | Vienna Vikings Ladies | Angyalföldi Sportközpont |

#### Playoff
| Vienna 16 novembre 2019, ore 15:00 | Vienna Vikings Ladies | 44 – 0 (8-0 30-0 6-0 0-0) referto | Schwaz Hammers Ladies | Footballzentrum Ravelinstraße |

### Statistiche di squadra
| Competizione | %Vittorie | In casa | In casa | In casa | In casa | In casa | In casa | In trasferta | In trasferta | In trasferta | In trasferta | In trasferta | In trasferta | Totale | Totale | Totale | Totale | Totale | Totale |
| Competizione | %Vittorie | G       | V       | N       | P       | Pf      | Ps      | G            | V            | N            | P            | Pf           | Ps           | G      | V      | N      | P      | Pf     | Ps     |
| ------------ | --------- | ------- | ------- | ------- | ------- | ------- | ------- | ------------ | ------------ | ------------ | ------------ | ------------ | ------------ | ------ | ------ | ------ | ------ | ------ | ------ |
| Campionato   | 1.000     | 2       | 2       | 0       | 0       | 124     | 0       | 3            | 3            | 0            | 0            | 124          | 0            | 5      | 5      | 0      | 0      | 248    | 0      |
| Playoff      | 1.000     | 1       | 1       | 0       | 0       | 44      | 0       | 0            | 0            | 0            | 0            | 0            | 0            | 1      | 1      | 0      | 0      | 44     | 0      |
| Totale       | 1.000     | 3       | 3       | 0       | 0       | 168     | 0       | 3            | 3            | 0            | 0            | 124          | 0            | 6      | 6      | 0      | 0      | 292    | 0      |